# Olivier Siegelaar
Olivier Floris Johannes Siegelaar (* 24. Oktober 1986 in Haarlem) ist ein ehemaliger niederländischer Ruderer, der von 2008 bis 2016 dreimal mit dem niederländischen Achter das olympische Finale erreichte.

## Sportliche Karriere
Olivier Siegelaar gewann bei den Junioren-Weltmeisterschaften 2004 die Bronzemedaille im Doppelvierer. 2006 belegte er im Doppelzweier den achten Platz bei den U23-Weltmeisterschaften. 2007 debütierte Siegelaar in Amsterdam im Ruder-Weltcup, bei den U23-Weltmeisterschaften 2007 belegte er im Doppelzweier den siebten Platz. 2008 ruderte er im Weltcup noch im Doppelzweier, bei den Olympischen Spielen 2008 in Peking belegte er mit dem Achter den vierten Platz hinter den Kanadiern, den Briten und dem US-Achter. 
2009 gewann der niederländische Achter hinter dem Deutschland-Achter und den Kanadiern die Bronzemedaille bei den Weltmeisterschaften. Im Jahr darauf belegte Siegelaar mit dem Achter sowohl bei den Europameisterschaften als auch bei den Weltmeisterschaften den vierten Platz. Bei den Weltmeisterschaften 2011 erreichte der Achter den sechsten Platz. Auch bei den Olympischen Spielen 2012 erreichte der niederländische Achter das A-Finale und belegte den fünften Platz. 
Olivier Siegelaar kehrte erst 2014 auf die Regattastrecken zurück, er belegte 2014 im Vierer ohne Steuermann wie 2010 im Achter sowohl bei den Europameisterschaften als auch bei den Weltmeisterschaften den vierten Platz. 2015 rückte Siegelaar wieder in den Achter, der auf den sechsten Platz bei den  Europameisterschaften kam. Bei den Weltmeisterschaften gewann Siegelaar mit dem Achter hinter Briten und Deutschen die Bronzemedaille. 2016 gewann der niederländische Achter die Weltcup-Regatten in Varese und Luzern, belegte aber dazwischen bei den Europameisterschaften nur den sechsten Platz. Bei den Olympischen Spielen 2016 erkämpfte der niederländische Achter mit Kaj Hendriks, Robert Lücken, Boaz Meylink, Boudewijn Röell, Olivier Siegelaar, Dirk Uittenbogaard, Mechiel Versluis, Tone Wieten und Steuermann Peter Wiersum die Bronzemedaille hinter den britischen Weltmeistern und den deutschen Europameistern.
Sarah Siegelaar ist seine Schwester.